# Galeazzo II Visconti
Galeazzo II Visconti (Milano, 14 marzo 1320 – Pavia, 4 agosto 1378) fu Signore di Alessandria, Alba, Asti, Como, Tortona, Novara, Pavia, Vercelli e dal 1355 anche Signore di Bobbio e Piacenza, insieme ai fratelli Matteo II e Bernabò, co-Signore di Milano. Congiuntamente al fratello Bernabò, seppur non di comune accordo, estese i domini della famiglia spianando la strada per il grande "Stato Visconteo" che sarebbe stato definitivamente plasmato da suo figlio Gian Galeazzo Visconti. Fu patrono delle arti e delle lettere e mecenate di Petrarca, da lui invitato a Pavia.

## Biografia

### Infanzia
Galeazzo nacque a Milano, il 14 marzo 1320, anche se i dati relativi alla sua infanzia sono scarsi. Era figlio di Stefano Visconti e di Valentina Doria, figlia di Bernabò Doria, figlio a sua volta di Branca Doria. Nel 1340, con i fratelli Matteo e Bernabò, si unì alla congiura di Francesco Pusterla contro lo zio Luchino Visconti, allora signore di Milano: la congiura venne sventata e Pusterla eliminato ma Luchino non trovò prove contro i nipoti. Nel 1343 si imbarcò a Venezia per recarsi in pellegrinaggio a Gerusalemme al seguito di Guglielmo II di Hainaut che lo creò cavaliere nella basilica del Santo Sepolcro. Al ritorno dal pellegrinaggio dimorò per circa un anno nelle Fiandre alla corte del conte, poi tornò a Milano accompagnato da due cavalieri di quella famiglia. Nel 1346 una nuova congiura gli costò l'esilio insieme ai fratelli, scacciati da Luchino e da suo fratello, l'arcivescovo Giovanni Visconti. Galeazzo era inoltre sospettato di essere amante della moglie di Luchino, la genovese Isabella Fieschi. L'esilio portò Galeazzo a fuggire dall'amico conte di Hainaut nelle Fiandre dove probabilmente partecipò con il signore ad alcuni scontri militari.

### Conquista del potere

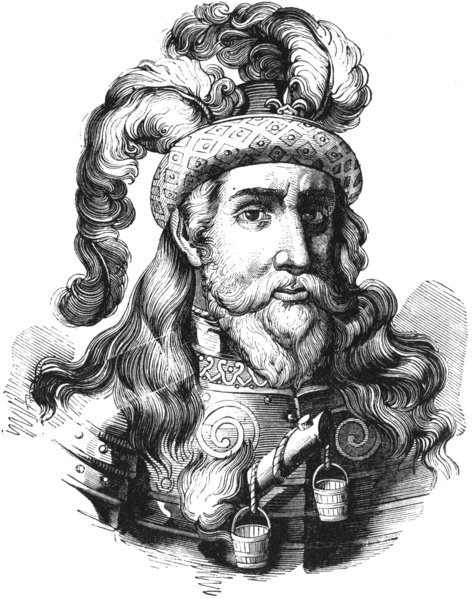
Incisione di Galeazzo II Visconti nel libro Grande illustrazione del Lombardo-Veneto: ossia storia delle città, dei borghi, comuni, castelli, ecc. fino ai tempi moderni di Cesare Cantù (1858)

Galeazzo rientrò a Milano alla morte di Luchino, avvenuta nel 1349, richiamato dallo zio arcivescovo insieme agli altri fratelli. Giovanni gli donò quale dimora un palazzo nel sestiere di Porta Orientale.
Galeazzo venne allora incaricato di governare Bologna per conto della famiglia.
Nel 1350 sposò Bianca di Savoia, figlia del conte Aimone di Savoia. Il matrimonio, quasi certamente organizzato dall'arcivescovo Giovanni, che contemporaneamente accasava Bernabò con una rampolla dei potenti Scaligeri di Verona, mirava chiaramente a garantire uno stabile confine occidentale al dominio visconteo, ormai tangente i confini dei domini sabaudi. Nel 1350 fu inviato da Giovanni Visconti a occupare, alla testa di un numeroso esercito, Bologna.
Nel 1354, alla morte dell'arcivescovo Giovanni, il potere su Milano passò ai tre figli di Stefano Visconti. Mentre Matteo II occupava la parte subpadana del dominio milanese a Bernabò spettarono i domini più orientali, limitrofi alle terre degli Scaligeri, e a Galeazzo spettarono le terre occidentali, vicine al dominio sabaudo: Como, Novara, Vercelli, Asti, Alba, Tortona, Alessandria e Vigevano. La città di Milano era gestita congiuntamente dai tre fratelli, che eleggevano a turno il podestà. Soltanto la città di Genova e il relativo contado rimase possesso comune.
Il 26 settembre 1355 Matteo II morì, si presume avvelenato dai due fratelli che si spartirono poi il dominio.

### Campagna anti-viscontea di Innocenzo VI
Nel 1356 scoppiò una guerra tra i Visconti e una lega composta da Scaligeri, Estensi, Gonzaga, Carraresi, Bologna, il Monferrato, Pavia e l'imperatore Carlo IV di Lussemburgo rappresentato dal suo vicario, Marquardo di Randeck, vescovo di Augusta. I due signori di Milano erano accusati di conferire dignità ecclesiastiche in spregio al papa, di avere ottenuto il potere con la violenza, di avere teso insidie all'imperatore a Pisa e di avergli chiuso le porte delle città in faccia durante il suo viaggio di ritorno in Germania. Le truppe di Bernabò invasero il bolognese e il mantovano assediando San Polo d'Enza e Borgoforte ma furono sconfitte e costrette a ritirarsi. Galeazzo si dovette difendere da Giovanni II di Monferrato che riuscì catturare Asti, Alba, Cherasco e altri castelli piemontesi di minore importanza. Come se non bastasse persino Pavia, allora retta dai Beccaria, aveva deciso di mettersi sotto la protezione del monferrino. Galeazzo decise allora di anticiparlo assediando la città per acqua e per terra. Dopo due settimane d'assedio lasciò le operazioni a Pandolfo II Malatesta, figlio del signore di Rimini, che fece costruire tre bastie. Il 27 maggio i pavesi effettuarono una grande sortita attaccando sia la flotta sia l'esercito visconteo, riuscendo a metterlo in fuga e a catturare gran parte delle vettovaglie, navi e macchine d'assedio. L'8 settembre, dopo venti giorni d'assedio, le truppe di Galeazzo riuscirono a catturare Garlasco. A ottobre il conte Lando e Marquardo di Randeck insieme ai loro alleati italiani saccheggiarono con un esercito di circa seimila uomini le campagne del parmense, del piacentino e del milanese accampandosi attorno a Magenta. Giovanni II del Monferrato si congiunse a essi con un migliaio di barbute e pretese il comando dell'esercito dal conte Lando ma ricevette un rifiuto poiché il tedesco non voleva avere alcuno sopra di lui e poiché intendeva attardarsi per saccheggiare le ricche campagne del milanese invece di puntare direttamente su Milano come gli aveva consigliato Giovanni Visconti da Oleggio. Il marchese del Monferrato, irritato per il rifiuto, abbandonò il Conte Lando e puntò su Novara riuscendo a catturarla dopo che il castellano si difese valorosamente. La flotta pavese nel frattempo distrussero il ponte di Vigevano fatto realizzare da Luchino Visconti per facilitare il transito delle proprie navi cariche del bottino frutto dei saccheggi.

#### Battaglia di Casorate
Galeazzo II e Bernabò sfruttarono i dissidi tra i nemici per riorganizzarsi: realizzarono i redefossi attorno ai borghi di Milano, cioè alla parte di città fuori dalle mura. e reclutarono uomini in tutta la Lombardia mettendovi a capo Lodrisio Visconti, Pandolfo II Malatesta e Francesco d'Este; a essi presto si aggiunsero Valeriano Castracani e Pietro Mandelli. Il conte Lando, dopo avere saccheggiato e compiuto ogni genere di violenze a danno di Castano, stava rapinando Rosate, posta sulla strada che avrebbe dovuto condurlo ai quartieri invernali presso Pavia. Il 13 novembre, constatando che i nemici non avevano intenzione di assediare la città, l'esercito visconteo uscì da Milano e si accampò nei pressi di Casorate, tre miglia a sud di Rosate, tagliando la strada al nemico. I generali disposero i 4 200 cavalieri sulla strada per Pavia e i duemila fanti su ciascun lato della strada dietro folte vigne, tali da rendere impossibile una carica di cavalleria nemica. Il 14 novembre inviarono piccole squadre di una ventina di cavalieri ciascuna alla guida del Castracani contro la retroguardia del Lando intenta a guadare il Ticino. Dopo avere incontrato e ingaggiato il nemico in brevi scaramucce, la cavalleria milanese subito fuggì con l'intento di attirarlo nella trappola. Lando abboccò e giunto nel tratto di strada presso le vigne caricò la cavalleria milanese che sbarrava la strada, confidando nella superiorità numerica dei suoi uomini. Essa cedette facendo finta di ritirarsi ma subito Lando fu attaccato ai fianchi dai fanti viscontei che ne uccisero i cavalli con archi e balestre per poi scagliarsi contro i cavalieri appiedati facendoli prigionieri. Dopo avere disfatto il primo corpo d'armata i viscontei attaccarono il secondo riuscendo facilmente a costringerlo alla fuga. La lega anti-viscontea perse 1 500 uomini tra morti e feriti, vennero catturati il conte Lando, Marquardo di Randeck, Raimondino Lupi di Soragna, Dondaccio Malvicini e il Malcalzato, generale dei monferrini, insieme a quasi tutti i capitani e a duecento cavalieri. Pare che il conte Lando riuscisse poi a fuggire a Novara corrompendo due carcerieri tedeschi. Il 17 novembre, approfittando della situazione, Genova e le cittadine della riviera ligure cacciarono il podestà Biagio Capelli e il governatore Maffeo Mandelli, che aveva violato le condizioni della dedizione ai Visconti, aderendo alla lega. I Visconti vi inviarono Simone Boccanegra per cercare di riportare la calma ma egli colse l'occasione per unirsi alle truppe pisane che lo stavano aspettando e farsi proclamare doge. I genovesi riuscirono in breve tempo a ottenere il controllo su tutta la costa da Monaco a Sarzana.
Nell'estate del 1357 l'offensiva di Bernabò nel mantovano e in Emilia risultò fallimentare. Approfittando della vittoria, i bolognesi e i mantovani inviarono milizie nel milanese che, congiungendosi con quelle del Monferrato saccheggiarono il milanese, il lodigiano, il cremonese e il mantovano minacciando Cassano mentre Ugolino Gonzaga assediò prima Novara, che essendo pressoché indifesa fece dedizione, poi Vercelli. Il 6 aprile 1358 si aprì a Milano una conferenza per la pace che si chiuse l'8 giugno: i Visconti si allearono con le signorie di Mantova, Ferrara e Padova, le città di Novara e Alba tornarono sotto i Visconti che furono però costretti a demolire le fortificazioni del novarese e a cedere Novi, Borgoforte e i castelli catturati nel ferrarese mentre Asti e Pavia restavano sotto il Marchesato di Monferrato; infine Caterina Visconti figlia di Matteo sarebbe andata in sposa a Ugolino Gonzaga, Marco Visconti figlio di Bernabò si sarebbe fidanzato con una figlia di Francesco da Carrara e Maria Visconti figlia di Galeazzo II fu promessa in sposa a uno dei figli di Giovanni II di Monferrato. Giulini afferma che l'apertura delle trattative di pace sia stata possibile proprio per l'egoismo di quest'ultimo che come visto, pretendeva di guidare l'esercito della lega senza però condividerne le conquiste. Nel settembre del 1358 nacque Rodolfo Visconti, figlio quartogenito di Bernabò con la moglie Regina della Scala e si celebrò il matrimonio tra Caterina e Ugolino.

#### Assedio e conquista di Pavia
Nel frattempo a Pavia era scoppiata una rivolta: il popolo, guidato dal monaco agostiniano Iacopo Bussolari, aveva cacciato i Beccaria dalla città, insieme con i loro aderenti, e distrutto tutte le loro case. Pavia, pur rimanendo formalmente sotto il controllo del marchese di Monferrato, di fatto era governata dal monaco che instaurò un governo popolare in città. I Beccaria quindi si accordarono con Galeazzo II per vendicarsi di Bussolari e riuscirono a scatenare una rivolta ai danni dei pavesi insieme ai Landi che fecero passare dalla parte dei milanesi molti borghi, comunità e castelli del Pavese e dell'Oltrepò come Voghera e Broni (dove i Beccaria detenevano vasti diritti feudali). Nel marzo del 1358 Bernabò insieme al fratello tornò ad assediare Pavia con un esercito al comando di Luchino dal Verme, collocando le truppe davanti a Porta Marenga. In aprile la flotta milanese riuscì a sconfiggere quella pavese e la città fu assediata anche via fiume. Bussolari nel frattempo nominò venti tribuni, uno per quartiere, con il compito di assoldare altrettante compagnie di cento uomini ciascuna con quattro capitani per compagnia mentre la sua persona sarebbe stata protetta da una guardia di sessanta persone. Il tutto venne finanziato dalla vendita degli abiti e dei gioielli dei cittadini che se ne disfecero liberamente riponendo la loro fede nel frate. Sotto la guida di Antonio Lupo da Parma e con l'aiuto delle truppe del marchese del Monferrato, che si era accampagnato a Bassignana, i pavesi effettuarono una sortita in cui riuscirono a sbaragliare l'esercito di Galeazzo facendo molti morti e prigionieri. Galeazzo però raccolse rapidamente un altro esercito e tornò ad assediarla insieme al fratello tanto che a novembre i cittadini, stremati dalla fame e dalla diffusione di un'epidemia, decisero di arrendersi a Protasio Caimi. Il Bussolari fu processato e poi confinato a vita in un convento del vercellese.
Galeazzo II, desideroso di raggiungere una maggiore autonomia dal fratello Bernabò, ma soprattutto, dopo la presa di Pavia, volendo basare l'origine e la legittimità del suo potere richiamandosi ai sovrani longobardi (da cui i Visconti sostenevano di discendere) e del Regno d'Italia, decise di abbandonare Milano e portare la corte a Pavia, dato che in passato la città fu sia capitale del regno longobardo sia di quello d'Italia. Evidentemente il progetto era stato meditato a lungo dal signore, tanto che pochissimi mesi dopo la conquista, già aveva preso avvio il cantiere del castello, futura sede della sua corte. Nel novembre del 1360 Galeazzo II diede in moglie al figlio Gian Galeazzo la sorella del re di Francia, Isabella di Valois, pagando l'immensa cifra di 500 000 fiorini d'oro e ricevendo in cambio la contea di Vertus. Per raccogliere una tale cifra dovette tassare pesantemente laici ed ecclesiastici. Lo stesso anno pagò profumatamente il conte Lando convincendolo ad abbandonare il marchese di Monferrato. Duemila uomini della sua compagnia rimasero temporaneamente a Pavia, poi passarono al servizio del pontefice.

### Compagnia Bianca e peste del 1361
Il 26 luglio 1361, nella battaglia di San Ruffillo, le truppe viscontee di Bernabò, che non aveva rinunciato a Bologna, vennero pesantemente sconfitte dagli imperiali guidati da Galeotto I Malatesta. Nel frattempo Giovanni II di Monferrato era riuscito ad assoldare in Francia una compagnia di ventura inglese forte di ben diecimila uomini e l'aveva inviata a saccheggiare il vercellese e il novarese. Gli inglesi commisero ogni genere di violenza ma dal momento che Galeazzo aveva fatto atterrare molti castelli di quel territorio e aveva ben fortificato Novara, non persero tempo in lunghi assedi e dopo avere fatto un grande bottino se ne tornarono nel Monferrato. Sfortunatamente ciò che lasciarono fu la peste che fece decine di migliaia di morti in tutta la Lombardia, uccidendo i due terzi degli abitanti del novarese, e questa volta non risparmiando Milano, la cui popolazione fu dimezzata dopo che nel 1348, grazie alle misure di Luchino Visconti, ne era stata appena sfiorata. Per cercare di sfuggirle i nobili milanesi si ritirarono nei castelli in campagna, Galeazzo II in quello di Monza e Bernabò in quello di Melegnano. Il morbo colpì il milanese per circa sei mesi.
Nel 1362 in seguito al fallimento delle trattative di pace con il nuovo papa Urbano V e alla formazione di una nuova lega anti-viscontea, Bernabò inviò due eserciti, uno contro Peschiera e l'altro contro Solara ma entrambi furono sconfitti da Malatesta Ungaro. I guelfi di Brescia poi si ribellarono ai Visconti e catturarono molti castelli del contado per poi mettersi sotto la protezione di Cansignorio. Bernabò questa volta riuscì a sedare la rivolta e a giustiziarne i capi. Il 14 ottobre 1362 Ugolino Gonzaga venne assassinato dai fratelli, la moglie Caterina Visconti fuggì a Milano e Bernabò, ottenuto il casus belli, attaccò Mantova, retta dal Capitano del Popolo Guido Gonzaga. Impegnato a combattere su troppi fronti, Bernabò accettò la mediazione del re Giovanni II di Francia per chiudere il conflitto con il nuovo papa su pressione di Galeazzo II.
Sul fronte occidentale il marchese del Monferrato dopo essersi alleato con Simone Boccanegra, inviò nuovamente la Compagnia Bianca al comando di Albert Sterz a devastare le campagne del novarese e del pavese. Nel frattempo il Boccanegra mise alla testa del suo esercito Luchino Novello Visconti, figlio illegittimo di Luchino, non ancora sedicenne e lo inviò ad assediare Tortona, impresa in cui fallì. Galeazzo rispose stabilendo un'alleanza difensiva con Amedeo VI di Savoia che aggredì il Monferrato da ovest catturando Asti. Fu poi catturato dagli inglesi e costretto a riscattarsi con 180 000 fiorini d'oro.
Nel pavese i mercenari tedeschi appartenenti alla compagnia del conte Lando, costretti sulla difensiva, nell'impossibilità di fare razzie ed essendo pagati con mesi di ritardo da Galeazzo, non combattevano con la stessa foga del nemico. Tenevano testa agli inglesi solo gli ungheresi e i soldati italiani al comando di Luchino dal Verme. In seguito alla scoperta delle ruberie da parte di alcuni suoi amministratori, della mancanza di impegno da parte dei soldati e della ribellione di Voghera, Galeazzo ricorse ampiamente alla tortura e a numerose condanne a morte al fine di rimettere ordine. A fine anno per temporeggiare avviò trattative di pace con il nemico che però non andarono a buon fine. Gli inglesi infatti si diressero da Romagnano a Garlasco, attraversarono il Ticino a cavallo invadendo il milanese e il 4 gennaio 1363 presero Corbetta e Magenta. Da quelle due cittadine si dispersero in varie squadre che catturarono a sorpresa ben seicento nobili milanesi a Legnano, Sedriano, Vittuone, Nerviano e Castano alleggerendo le loro consorti dei gioielli; il loro riscatto ammontò a centomila fiorini. Galeazzo inviò Anichino di Mongardo al comando dei tedeschi per cercare di fermarli ma essi lo anticiparono riuscendo a guadare di nuovo il Ticino dopo avere abbandonato i cavalli e malgrado fosse presidiato da navi. Il 25 gennaio 1363 attaccarono Bassignana e poco dopo Borgomanero senza però riuscire a prenderle a causa dell'arrivo di trecento barbute viscontee. In aprile fu il turno di Briona. A quel punto Giovanni Caimi, capitano del popolo di Novara, riuscì a convincere l'indolente conte Lando a opporsi agli inglesi. I viscontei raggiunsero gli inglesi presso Ponte Canturino, vicino a Romagnano e li assaltarono disperdendoli. Gli inglesi però ricevettero rinforzi dai castelli vicini e contrattaccarono a Ghemme imprigionando il Caimi e ferendo mortalmente il conte Lando. Infine Galeazzo riuscì a liberarsi della Compagnia Bianca grazie ai pisani che l'assoldarono avendo bisogno di uomini per condurre una guerra contro i fiorentini. Luchino dal Verme riuscì allora a ricatturare buona parte dei castelli perduti nel novarese, nel tortonese e nel pavese.

### Pace di Bologna
I conflitti tra Bernabò Visconti e il papa e tra Galeazzo II e Giovanni II di Monferrato vennero chiusi il 3 marzo 1364 da un trattato di pace che garantì ai Visconti l'esorbitante somma di 500 000 fiorini in otto rate, la restituzione di tutti i prigionieri e la revoca della scomunica in cambio della cessione di Bologna, Lugo e dei castelli modenesi e bolognesi oltre alla fine della persecuzione degli ecclesiastici. Bernabò ottenne inoltre dagli Scaligeri i castelli da loro occupati nel bresciano e attorno al lago di Garda. Il raggiungimento della pace fu possibile solo con la sostituzione dell'Albornoz (di cui i Visconti non sopportavano l'arroganza) con il più conciliante Andreino di Cluny. Galeazzo II dovette lasciare Asti al marchese del Monferrato ma ebbe in cambio Alba e Novara, vi fu poi uno scambio di castelli minori. In estate gran parte dell'Italia settentrionale fu flagellata dalle cavallette.

### Trasferimento al Castello di Pavia

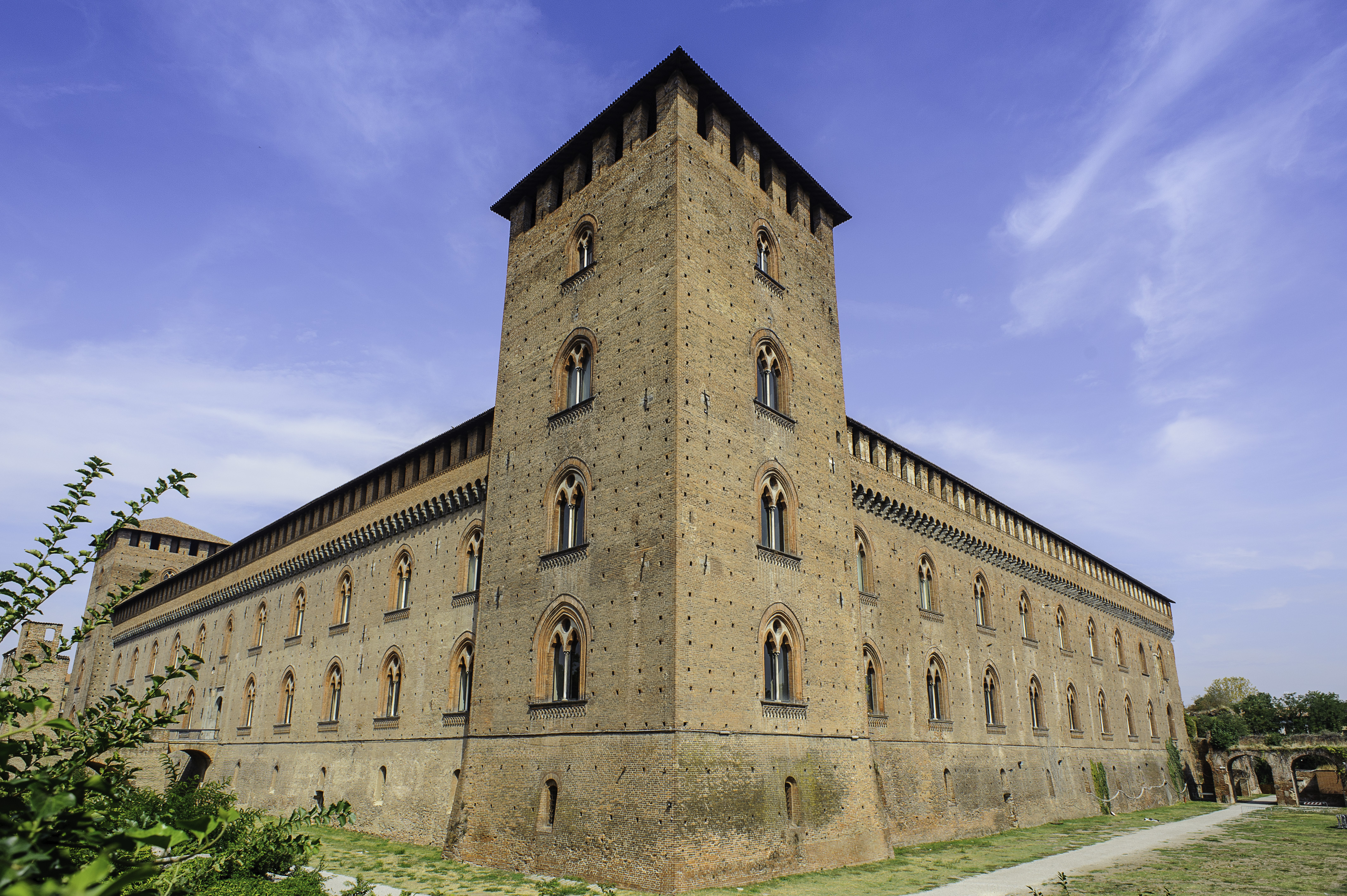
Il Castello Visconteo a Pavia, fatto costruire da Galeazzo II

Dopo la presa di Pavia, nell’ottobre del 1359, l’impressionante rinnovamento urbanistico cui fu sottoposta la città per ordine di Galeazzo II a partire dal 1360 appare un piano ben preordinato, intriso di grandeur regia e votato alla valorizzazione della memoria del ruolo di capitale del Regno longobardo prima e del Regno d'Italia poi, che Pavia ebbe fino all'XI secolo. Eredità a cui Galeazzo II, e in seguito anche il figlio Gian Galeazzo, voleva richiamarsi, utilizzando soprattutto le memorie della regalità altomedievale che Pavia conservava, al fine di legittimare il suo potere e ponendosi in diretta continuità con i re longobardi e altomedievali.

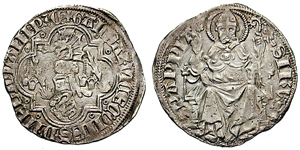
Zecca di Pavia, Pegione, 1365- 1375 circa.

Nel 1365, completato il castello, Galeazzo II vi si trasferì con tutta la sua corte a causa dei dissapori insorti con Bernabò, a cui lasciò Milano.

### Alleanze diplomatiche e matrimoniali
Dal suo castello di Pavia, vero centro politico del dominio visconteo che Bernabò andava allargando con i suoi continui conflitti, Galeazzo II ordì una complessa trama di alleanze diplomatiche per garantire stabilità allo Stato. Già alleatosi con i francesi grazie al matrimonio del figlio Gian Galeazzo, diede la figlia Violante Visconti (1354-1386) in sposa a Lionello Plantageneto, I duca di Clarence, figlio del re Edoardo III d'Inghilterra il 25 aprile 1368. Anche questa volta il matrimonio regale venne pagato dai Visconti con una ricca dote: Violante portò al suo sposo 200 000 fiorini.

### L'attentato di Bertolino de' Sisti
Nel 1369, per realizzare il Parco Visconteo, Galeazzo aveva confiscato i terreni di Bertolino de' Sisti, un cittadino pavese. Quando quest'ultimo ricorse al signore per essere indennizzato fu schernito e cacciato. Avendo perso gran parte delle sue entrate a causa delle confische e non potendo mantenere la famiglia risolse allora di ucciderlo. L'11 luglio Galeazzo stava effettuando una passeggiata a cavallo quando Bertolino, che si era appostato sul sentiero, lo aggredì con un coltello tirandogli un fendente. Il colpo però colpì un cordone di seta della sua veste che lo deviò e lo indebolì, determinando solo una ferita superficiale al fianco. Bertolino fu arrestato, torturato e infine squartato, ogni suo quarto fu appeso a una delle porte della città come monito per tutti. Tutti i suoi parenti furono esiliati da Pavia.

### Nuovo conflitto con Giovanni II del Monferrato e Amedeo VI di Savoia
Nel 1369, in seguito alla morte di Lionello, il suo dispensiere Odoardo si era rifiutato di cedere Alba a Galeazzo, che invece gli spettava secondo gli accordi della pace di Bologna. Decise poi di venderla a Giovanni II di Monferrato per 26 000 fiorini. Questo bastò per fare sì che Galeazzo dichiarasse di nuovo guerra al marchese. Essendo ormai inverno le due parti si limitarono ad alcune scorrerie. Al contempo la Valtellina si ribellò al suo dominio ma nel 1370 Galeazzo riuscì a sopprimere la rivolta infliggendo pene esemplari ai fautori. In settembre sottrasse Valenza e il 16 novembre Casale al marchese di Monferrato.
Nel 1371 gli Estensi riuscirono a catturare Reggio assoldando la compagnia di Lucio Lando, sottraendola a Feltrino Gonzaga. Bernabò Visconti riuscì a corrompere il capitano di ventura che gli cedette la città in cambio di un'ingente somma di denaro per poi passare al soldo del marchese di Monferrato. Galeazzo si diresse con il suo esercito a Piacenza per fermare i 5 000 cavalieri (e ancor più numerosi fanti) del Lando ed evitare che si congiungessero alle truppe monferrine ma non vi riuscì. Questo permise al marchese di non perdere alcun caposaldo durante tutto quell'anno.

Il parco Visconteo creato da Galeazzo II

Nel 1372 alla morte di Giovanni II quest'ultimo lasciò in eredità ai figli le sue città ma Asti doveva essere divisa equamente e condivisa con Ottone di Brunswick. Galeazzo strinse d'assedio Asti così Ottone per difendersi da Galeazzo strinse un'alleanza con Amedeo VI di Savoia. Le truppe viscontee al comando di Francesco d'Este furono sconfitte in due episodi nel maggio e nel novembre dello stesso anno. Galeazzo chiese allora aiuto al fratello che gli inviò un esercito composto perlopiù dagli inglesi di Giovanni Acuto. Quando il capitano inglese volle attaccare battaglia venne fermato da alcuni consiglieri di Galeazzo che probabilmente sobillati da Bianca di Savoia, sorella del conte, preferirono non accettare lo scontro. L'Acuto decise allora di ritirarsi dall'assedio di Asti e passare al soldo dei pontifici.
Nel 1373 Galeazzo concluse una tregua privata con i Savoia, impegnandosi a non osteggiarlo e a convogliare i suoi sforzi militari in soccorso di Bernabò contro gli altri membri della Lega Pontificia. Il nuovo conflitto con la Chiesa si concluse con un nulla di fatto nel 1374.

### Ribellione dei guelfi valtellinesi
Nel 1370 il Capitaneus Vallistelline, ossia il governatore della Valtellina Tebaldo Capitanei, nominato tale dal duca Azzone Visconti nel 1335, divenne capo della rivolta fomentata dalle principali famiglie guelfe a seguito di precedenti politiche fiscali viscontee gravose per i valtellinesi. Gli insorti attaccarono con ferocia numerosi possedimenti militari ghibellini tra cui Castel Grumello, residenza ducale in valle, così che il contrattacco di Galeazzo II fu relativamente immediato. Sondrio, signoria di Tebaldo Capitanei, subì tre lunghi anni d'assedio; in più i milanesi, presidiando la gola di Arquino (frazione sondriese), bloccarono ogni forma di contatto con la Valmalenco e sostentamento dal Passo del Muretto.  Nel 1373 Tebaldo Capitanei si arrese uscendo dal Castel Masegra, residenza dei Capitanei conservando le armi e le insegne; il Visconti nell'impossibilità di venire a capo della situazione, concesse l'onore delle armi ai vinti.

### Morte
Ormai gravemente malato, Galeazzo II non aveva partecipato ai combattimenti, affidando la guida dell'esercito al figlio Gian Galeazzo Visconti. Morì a Pavia nel suo castello nel 1378 e fu sepolto nella Basilica di San Pietro in Ciel d'Oro.

## Aspetto e personalità

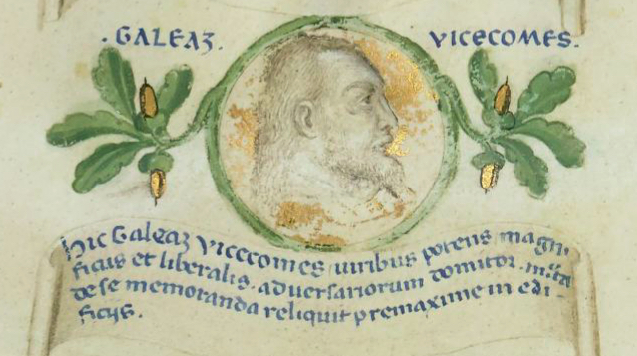
Galeazzo II Visconti, dalla Genealogia dei Visconti, Biblioteca nazionale di Francia

Galeazzo II viene descritto dagli storici dell'epoca come uomo di bell'aspetto, intelligente, colto, fine politico e abile giurista ma decisamente vano. Fu patrono di Petrarca, che chiamò a Pavia come precettore per suo figlio Gian Galeazzo e come diplomatico, inoltre il signore istituì, presso il castello di Pavia, una grande biblioteca (poi arricchita dal figlio) la Biblioteca Viscontea e, sempre a Pavia, fondò, nel 1361, la prima, e unica, università di tutto lo Stato visconteo.

## Opere architettoniche legate a Galeazzo II Visconti
- A Milano nel 1349 fece abbattere gran parte del Broletto Vecchio fatto erigere da Matteo e ampliare da Azzone Visconti salvando solo la chiesa di San Gottardo in Corte e due torrioni. Lo fece poi ricostruire secondo il suo gusto più sfarzoso di prima spendendo almeno 300 000 fiorini d'oro. Fece inoltre realizzare due portali in marmo intagliato per la vicina cattedrale di Santa Maria Maggiore.
- A partire dal 1359 iniziò la realizzazione di un canale per collegare Pavia con Milano poi noto con il nome di Navigliaccio. Tale opera era stata pensata per portare l'acqua al Parco Visconteo, area verde che si estende dal castello Visconteo di Pavia alla moderna Certosa di Pavia. A causa delle difficoltà tecniche riscontrate lungo il percorso (in particolare gli elevati dislivelli nel tratto da Binasco a Milano) non fu mai completata sotto il suo governo. Lo sarà per opera del figlio Gian Galeazzo Visconti.[36]
- Nel 1360 iniziò la realizzazione del castello di Pavia, destinato a diventare cantiere aperto di artisti provenienti dall'Europa francofona che diffusero in Italia gli ultimi sviluppi dell'arte tardo gotica. Accanto a esso fece realizzare l'enorme parco cintato poi noto come Parco Visconteo, utilizzato la caccia e la villeggiatura.[37]
- Nel 1361, fondò l'Università di Pavia che sarebbe diventata la più importante all'interno della signoria e una delle maggiori in Italia.
- Nel 1367 avviò la costruzione di un castello a Piacenza.[38]
- Nel 1368 avviò la costruzione della rocca di Porta Giovia che divenne in seguito il castello Sforzesco.[38]

## Discendenza
Da Malgarola da Lucino ebbe:
- Cesare
- Beatrice (1350 – 1410), sposò nel 1393 Giovanni Anguissola ma rimase vedova dopo appena tre anni. Morì nel 1410 e fu sepolta nella basilica di Sant'Eustorgio.

Dal matrimonio con Bianca di Savoia:
- Gian Galeazzo Visconti (1351 – 1402), primo Duca di Milano.
- Maria (1352 – 1362)
- Violante Visconti (1354 – 1382), andata sposa il 25 aprile 1368 a Lionello Plantageneto, I duca di Clarence, figlio del re Edoardo III d'Inghilterra, quindi nel 1377 a Ottone III del Monferrato e infine nel 1381 a Ludovico Visconti (1355 – 1404), figlio di Bernabò Visconti.

## Ascendenza
|                      |              |                    | Genitori                      |  |  | Nonni |  |  | Bisnonni          |  |  | Trisnonni       |  |
|                      |              |                    |                               |  |  |       |  |  | Teobaldo Visconti |  |  | Obizzo Visconti |  |
|                      |              |                    |                               |  |  |       |  |  | Teobaldo Visconti |  |  | Obizzo Visconti |  |
|                      |              | Fiorina Mandelli   |                               |  |  |       |  |  | Teobaldo Visconti |  |  |                 |  |
| Matteo I Visconti    |              |                    |                               |  |  |       |  |  | Teobaldo Visconti |  |  |                 |  |
|                      |              | Anastasia Pirovano | …                             |  |  |       |  |  |                   |  |  |                 |  |
|                      |              | Anastasia Pirovano | …                             |  |  |       |  |  |                   |  |  |                 |  |
|                      |              | Anastasia Pirovano | …                             |  |  |       |  |  |                   |  |  |                 |  |
| Stefano Visconti     |              | Anastasia Pirovano |                               |  |  |       |  |  |                   |  |  |                 |  |
|                      |              | Squarcino Borri    | Lanfranco Borri               |  |  |       |  |  |                   |  |  |                 |  |
|                      |              | Squarcino Borri    | Lanfranco Borri               |  |  |       |  |  |                   |  |  |                 |  |
|                      |              | Squarcino Borri    | …                             |  |  |       |  |  |                   |  |  |                 |  |
| Bonacossa Borri      |              | Squarcino Borri    |                               |  |  |       |  |  |                   |  |  |                 |  |
|                      |              | Antonia            | Guglielmo I de Suavis (Soavi) |  |  |       |  |  |                   |  |  |                 |  |
|                      |              | Antonia            | Guglielmo I de Suavis (Soavi) |  |  |       |  |  |                   |  |  |                 |  |
|                      |              | Antonia            | Beatrice Malaspina            |  |  |       |  |  |                   |  |  |                 |  |
| Galeazzo II Visconti |              | Antonia            |                               |  |  |       |  |  |                   |  |  |                 |  |
|                      | Branca Doria | Niccolò Doria      |                               |  |  |       |  |  |                   |  |  |                 |  |
|                      | Branca Doria | Niccolò Doria      |                               |  |  |       |  |  |                   |  |  |                 |  |
|                      | Branca Doria | Preziosa de Torres |                               |  |  |       |  |  |                   |  |  |                 |  |
| Bernabò Doria        | Branca Doria |                    |                               |  |  |       |  |  |                   |  |  |                 |  |
|                      |              | Caterina Zanca     | Michele Zanca                 |  |  |       |  |  |                   |  |  |                 |  |
|                      |              | Caterina Zanca     | Michele Zanca                 |  |  |       |  |  |                   |  |  |                 |  |
|                      |              | Caterina Zanca     | Simona Doria                  |  |  |       |  |  |                   |  |  |                 |  |
| Valentina Doria      |              | Caterina Zanca     |                               |  |  |       |  |  |                   |  |  |                 |  |
|                      |              | Federico Fieschi   | Tedisio III Fieschi           |  |  |       |  |  |                   |  |  |                 |  |
|                      |              | Federico Fieschi   | Tedisio III Fieschi           |  |  |       |  |  |                   |  |  |                 |  |
|                      |              | Federico Fieschi   | Simona della Volta            |  |  |       |  |  |                   |  |  |                 |  |
| Eliana Fieschi       |              | Federico Fieschi   |                               |  |  |       |  |  |                   |  |  |                 |  |
|                      |              | Chiara ?           | …                             |  |  |       |  |  |                   |  |  |                 |  |
|                      |              | Chiara ?           | …                             |  |  |       |  |  |                   |  |  |                 |  |
|                      |              | Chiara ?           | …                             |  |  |       |  |  |                   |  |  |                 |  |
|                      |              | Chiara ?           |                               |  |  |       |  |  |                   |  |  |                 |  |

## Armoriale
Un leone assiso tra le fiamme indossante un elmo con il Biscione crestato d'oro ingollante un fanciullo moro di carnagione dalle braccia distese impugnante un filatterio con il motto souffrir m'estuet in gotisach accompagnato dalle lettere G e Z (Galeaz).
Motto
- souffrir m'estuet in gotisach - questo motto fu in seguito adottato anche dal fratello Bernabò il cui armoriale presenta però un ghepardo o un leopardo al posto del leone di Galeazzo.

Imprese
- Un tizzone scorticato da cui pendono due secchi ad esso legati con due corde. Questa impresa, che compare per la prima volta nel 1347, fu in seguito adottata dal figlio Gian Galeazzo e dai duchi di Milano della famiglia Sforza. Compare in alcune monete coniate sotto Galeazzo II.